# Bodenheim
Bodenheim är en kommun och ort i Landkreis Mainz-Bingen i förbundslandet Rheinland-Pfalz i Tyskland.
Kommunen ingår i kommunalförbundet Verbandsgemeinde Bodenheim tillsammans med ytterligare fyra kommuner.